# 2004-es Formula–1 francia nagydíj
A francia nagydíj volt a 2004-es Formula–1 világbajnokság tizedik futama, amelyet 2004. július 4-én rendeztek meg a francia Circuit de Nevers Magny-Cours-ön, Magny-Cours-ban.

## Időmérő edzés
Az első rajthely Fernando Alonsoé lett, másodikként Michael Schumacher rajtolt.
| Helyezés | Versenyző            | Csapat/Motor     | Idő      | Különbség |
| -------- | -------------------- | ---------------- | -------- | --------- |
| 1        | Fernando Alonso      | Renault          | 1:13.698 | –         |
| 2        | Michael Schumacher   | Ferrari          | 1:13.971 | + 0.273   |
| 3        | David Coulthard      | McLaren-Mercedes | 1:13.987 | + 0.289   |
| 4        | Jenson Button        | BAR-Honda        | 1:13.995 | + 0.297   |
| 5        | Jarno Trulli         | Renault          | 1:14.070 | + 0.372   |
| 6        | Juan Pablo Montoya   | Williams-BMW     | 1:14.172 | + 0.474   |
| 7        | Szató Takuma         | BAR-Honda        | 1:14.240 | + 0.542   |
| 8        | Marc Gené            | Williams-BMW     | 1:14.275 | + 0.577   |
| 9        | Kimi Räikkönen       | McLaren-Mercedes | 1:14.346 | + 0.648   |
| 10       | Rubens Barrichello   | Ferrari          | 1:14.478 | + 0.780   |
| 11       | Cristiano da Matta   | Toyota           | 1:14.553 | + 0.855   |
| 12       | Mark Webber          | Jaguar-Cosworth  | 1:14.798 | + 1.100   |
| 13       | Christian Klien      | Jaguar-Cosworth  | 1:15.065 | + 1.367   |
| 14       | Olivier Panis        | Toyota           | 1:15.130 | + 1.432   |
| 15       | Giancarlo Fisichella | Sauber-Petronas  | 1:16.177 | + 2.479   |
| 16       | Felipe Massa         | Sauber-Petronas  | 1:16.200 | + 2.502   |
| 17       | Nick Heidfeld        | Jordan-Ford      | 1:16.807 | + 3.109   |
| 18       | Giorgio Pantano      | Jordan-Ford      | 1:17.462 | + 3.764   |
| 19       | Gianmaria Bruni      | Minardi-Cosworth | 1:17.913 | + 4.215   |
| 20       | Baumgartner Zsolt    | Minardi-Cosworth | 1:18.247 | + 4.549   |

## Futam
A verseny is Fernando Alonso és Michael Schumacher csatájáról szólt és a német győzelmével ért véget. Rubens Barrichello a verseny utolsó kanyarjában előzte meg Jarno Trullit, és szerezte meg a dobogó harmadik fokát. Jenson Button ötödik, David Coulthard hatodik, Kimi Räikkönen hetedik, Juan Pablo Montoya pedig a nyolcadik helyen zárt. A sérült Ralf Schumachert a spanyol Marc Gené helyettesítette, aki a tizedik helyen fejezte be a futamot.
A bajnokságot továbbra is Michael Schumacher vezette, a gyártók közt a Ferrarinak pedig kereken dupla annyi pontja volt ekkor mint a második helyen álló Renault istállónak.
| Helyezés | Rajtszám | Versenyző            | Csapat/Motor     | Futott kör | Idő/Kiesés oka | Rajthely | Pont |
| -------- | -------- | -------------------- | ---------------- | ---------- | -------------- | -------- | ---- |
| 1        | 1        | Michael Schumacher   | Ferrari          | 70         | 1h30:18.133    | 2        | 10   |
| 2        | 8        | Fernando Alonso      | Renault          | 70         | + 8.329        | 1        | 8    |
| 3        | 2        | Rubens Barrichello   | Ferrari          | 70         | + 31.622       | 10       | 6    |
| 4        | 7        | Jarno Trulli         | Renault          | 70         | + 32.082       | 5        | 5    |
| 5        | 9        | Jenson Button        | BAR-Honda        | 70         | + 32.484       | 4        | 4    |
| 6        | 5        | David Coulthard      | McLaren-Mercedes | 70         | + 35.520       | 3        | 3    |
| 7        | 6        | Kimi Räikkönen       | McLaren-Mercedes | 70         | + 36.230       | 9        | 2    |
| 8        | 3        | Juan Pablo Montoya   | Williams-BMW     | 70         | + 43.419       | 6        | 1    |
| 9        | 14       | Mark Webber          | Jaguar-Cosworth  | 70         | + 52.394       | 12       |      |
| 10       | 4        | Marc Gené            | Williams-BMW     | 70         | + 58.166       | 8        |      |
| 11       | 15       | Christian Klien      | Jaguar-Cosworth  | 69         | + 1 kör        | 13       |      |
| 12       | 11       | Giancarlo Fisichella | Sauber-Petronas  | 69         | + 1 kör        | 15       |      |
| 13       | 12       | Felipe Massa         | Sauber-Petronas  | 69         | + 1 kör        | 16       |      |
| 14       | 16       | Cristiano da Matta   | Toyota           | 69         | + 1 kör        | 11       |      |
| 15       | 17       | Olivier Panis        | Toyota           | 68         | + 2 kör        | 14       |      |
| 16       | 18       | Nick Heidfeld        | Jordan-Ford      | 68         | + 2 kör        | 17       |      |
| 17       | 19       | Giorgio Pantano      | Jordan-Ford      | 67         | + 3 kör        | 18       |      |
| 18       | 20       | Gianmaria Bruni      | Minardi-Cosworth | 66         | + 4 kör        | 19       |      |
| Ki       | 21       | Baumgartner Zsolt    | Minardi-Cosworth | 31         | Kicsúszás      | 20       |      |
| Ki       | 10       | Szató Takuma         | BAR-Honda        | 15         | Motorhiba      | 7        |      |

## A világbajnokság élmezőnyének állása a verseny után
| H  | Versenyzők         | Pont | H  | Konstruktőrök    | Pont |
| -- | ------------------ | ---- | -- | ---------------- | ---- |
| 1. | Michael Schumacher | 90   | 1. | Ferrari          | 158  |
| 2. | Rubens Barrichello | 68   | 2. | Renault          | 79   |
| 3. | Jenson Button      | 48   | 3. | BAR-Honda        | 62   |
| 4. | Jarno Trulli       | 46   | 4. | Williams-BMW     | 37   |
| 5. | Fernando Alonso    | 33   | 5. | McLaren-Mercedes | 22   |

## Statisztikák
Vezető helyen:
- Fernando Alonso 36 (1-32 / 43-46)
- Michael Schumacher 34 (33-42 / 47-70)

Michael Schumacher 79. (R) győzelme, 63. (R) leggyorsabb köre, Fernando Alonso 3. pole pozíciója.
- Ferrari 176. győzelme.